# Francky-Edgard Mbotto
Francky-Edgard Mbotto (* 2. September 1997 in Bangui) ist ein zentralafrikanischer Mittelstreckenläufer.

## Sport
2015 kam Mbotto vom Fußball zur Leichtathletik. Auf der 400-Meter-Distanz wurde er nation schnell erfolgreich. Für die Olympischen Sommerspiele 2016 in Rio de Janeiro wechselte er zum 800-Meter-Lauf. Er schied jedoch im Vorlauf aus.
2017 trat er bei den Weltmeisterschaften 2017 in London kam er auf Rang sechs im Vorlauf. 2018 gewann er den Titel bei den französischen U23-Meisterschaften (Freiluft) und wurde Zweiter in der Halle.
Bei den Afrikaspielen 2019 in Rabat trat er wieder für die Zentralafrikanische Republik an, erlitt jedoch eine Verletzung und konnte den Lauf nicht beenden.
2021 und 2024 stellte er nationale Rekorde für die Zentralafrikanische Republik über 800 Meter auf (2021: 1:48,26 min; 2024, Short Track: 1:51,36 min). Er trat bei den 2021 ausgetragenen Olympischen Sommerspielen 2020 in Tokio erneut über 800 m an, schied jedoch wie schon 2016 im Vorlauf aus. Bei den Spielen 2020 fungierte er auch zusammen mit Chloé Sauvourel als Fahnenträger bei der Eröffnungsfeier.